# Franklin (estación)
Franklin es una estación de combinación ferroviaria que forma parte de la red del Metro de Santiago en Chile. Se encuentra por subterráneo entre las estaciones Rondizzoni y El Llano de la línea 2 y Presidente Pedro Aguirre Cerda y Bío Bío de la línea 6. Cuenta con tres salidas, siendo la más antigua la que se encuentra en la intersección de las calles Placer y Nataniel Cox. A partir de la inauguración de la Línea 6, se agregaron dos nuevas salidas, una ubicada en el inicio de la Gran Avenida, esquina con calle Centenario, y otra ubicada a un costado de la empresa Arcor.

## Historia
La estación, inaugurada el 31 de marzo de 1978, estaba planificada originalmente para funcionar como combinación entre las líneas 2 y 5 del proyecto original elaborado por el consorcio BCEOM-SOFRETU-CADE en 1968; la segunda de estas líneas finalmente no se construyó de acuerdo al plan original. La estación sufrió una inundación durante el temporal que afectó a la ciudad en 1982.
En agosto de 2009 fue inaugurado un módulo de Bibliometro al interior de la estación. Con la entrada en funcionamiento de la operación expresa en la Línea 2 el 26 de octubre del mismo año, Franklin se convirtió en parada de la Ruta Verde; el 25 de septiembre de 2017 esta estación deja de pertenecer a dicha ruta para convertirse en Estación Común producto de la inauguración de línea 6 el 2 de noviembre de 2017. En septiembre de 2018 fueron inaugurados 21 estacionamientos para bicicletas al interior del recinto, con el propósito de que los usuarios del metro puedan combinar con las ciclovías próximas a la estación.

## Entorno y características

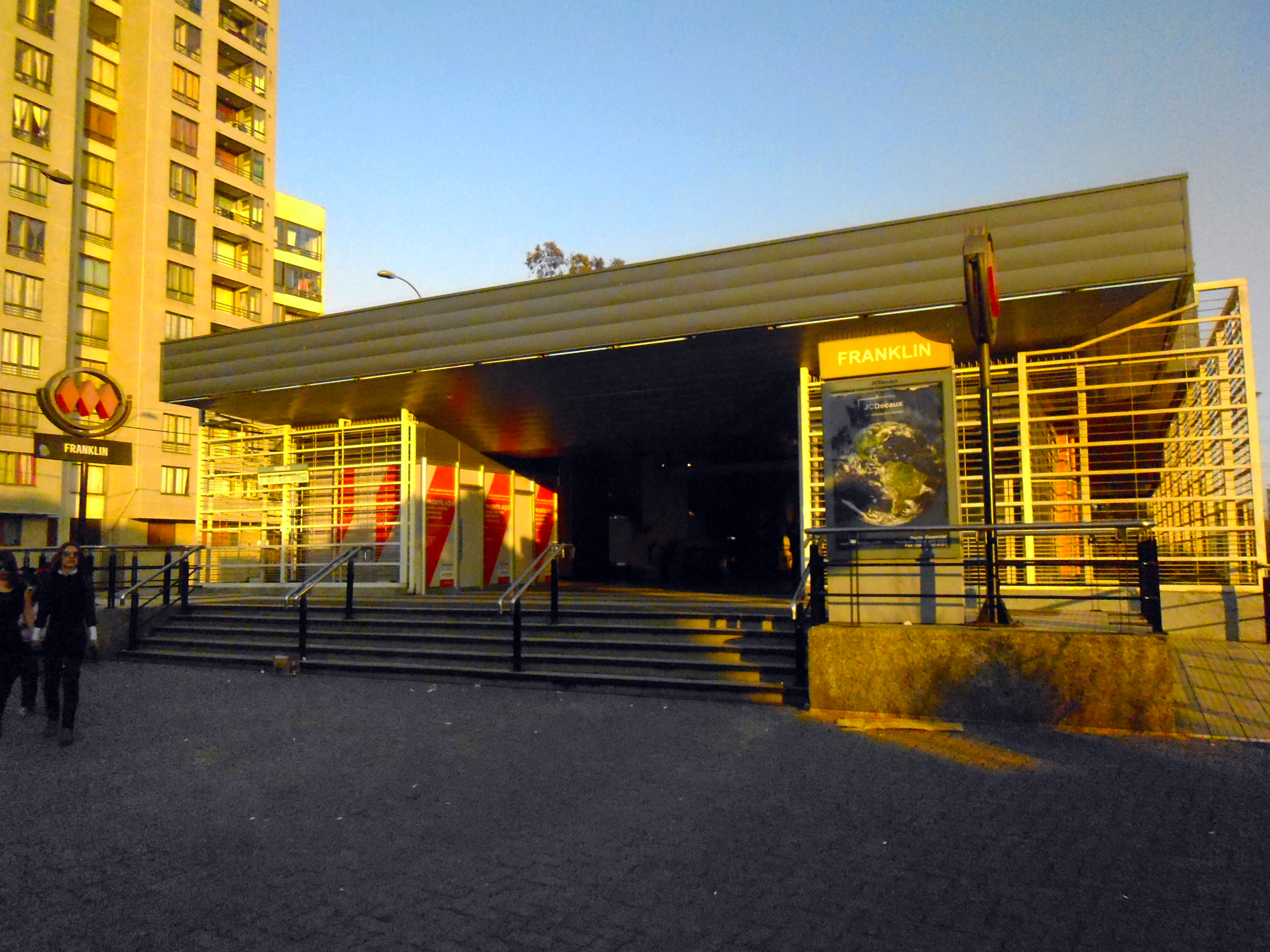
Entrada a la estación.

Es una estación con un alto flujo de pasajeros (especialmente en fines de semana, cuando el flujo aumenta enormemente por el funcionamiento de los mercados persas del sector), además este se vio incrementado a raíz de la puesta en marcha del Plan Transantiago, ya que en las afueras de la estación comienzan los recorridos D05, D07, E04, H12, H14 que corresponden a recorridos locales que se dirigen a las comunas del sur y sur-oriente de Santiago. La estación posee una afluencia diaria promedio de 10 332 pasajeros.
Ubicada en un barrio de características netamente comerciales, además por sus características y orígenes populares se le critica su inseguridad[cita requerida], pero en los últimos años esta imagen negativa del barrio ha ido cambiando. En sus alrededores se ubican el Mercado Matadero y el Persa Bio Bío, uno de los mercados informales más importantes del país, donde se venden desde antigüedades hasta productos tecnológicos modernos. Además, están el Instituto de Seguridad del Trabajo y las bodegas de la Empresa de los Ferrocarriles del Estado. 

### Accesos
| Acceso | Intersección                |
| ------ | --------------------------- |
| A      | Placer con Nataniel Cox     |
| B      | Gran Avenida con Centenario |
|        | Intermodal Franklin         |

## Origen etimológico

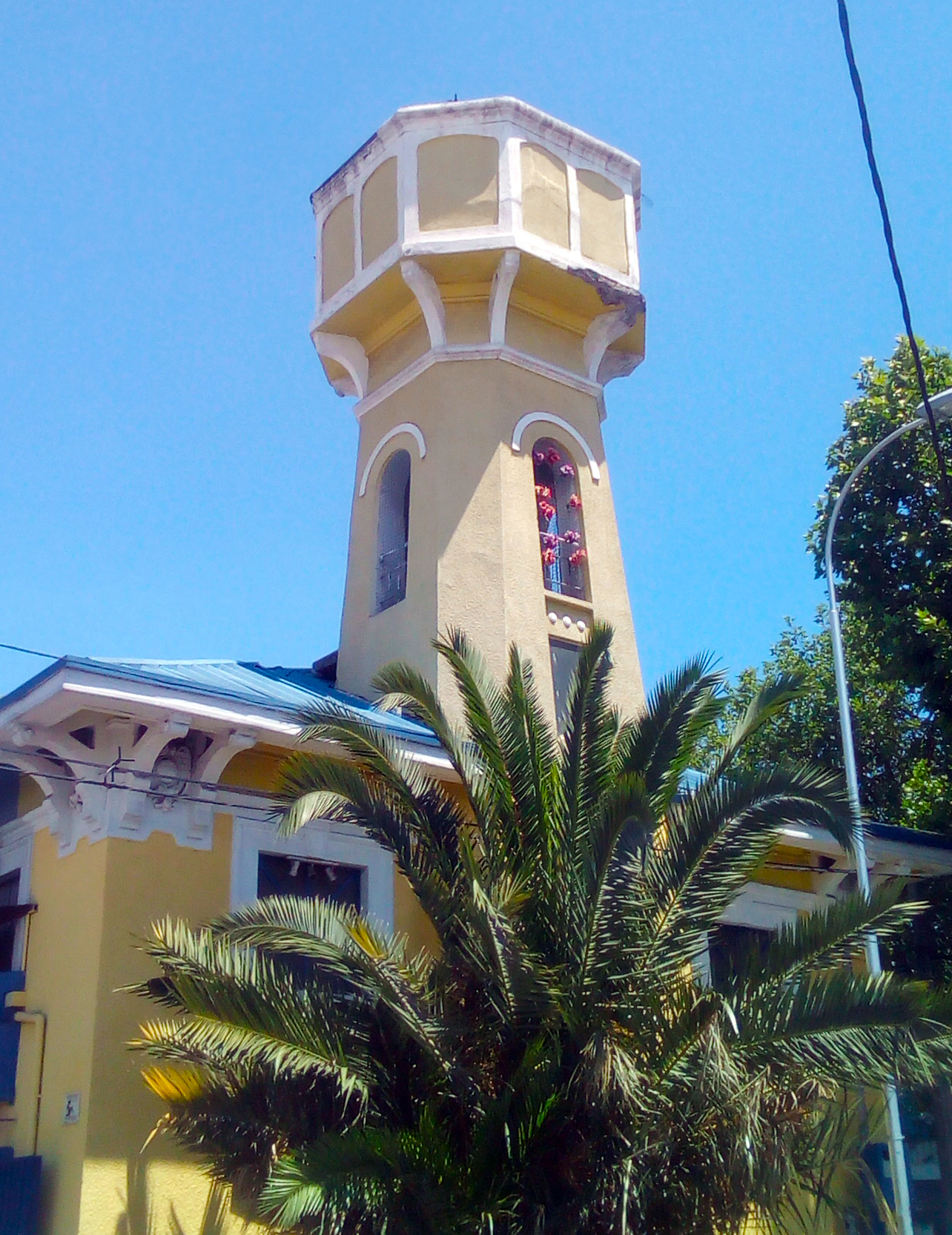
Torre ubicada en Arturo Prat con Bío Bío, que da origen al pictograma.

El nombre proviene del histórico Barrio Franklin, próximo a la estación. En 1844, la inauguración del Mercado Matadero de la ciudad atrajo a gran número de comerciantes informales que comenzaron a formar uno de los barrios más tradicionales de la ciudad.
A su vez, el barrio -conocido también como Biobío- debe su nombre a la calle Franklin, como fue que se rebautizó a la antigua calle Valdivia[cita requerida] en honor al político y científico de Estados Unidos Benjamin Franklin. A partir de la segunda mitad del siglo XIX, en dicha calle se desarrolló una febril actividad comercial e industrial que dieron fama al sector. Hoy solo perdura la actividad comercial.
La iconografía usada hasta 1997 representaba la estación con un rayo que cruzaba un pararrayos, aludiendo al mencionado padre de la patria estadounidense quien era un estudioso de la electricidad. El pictograma utilizado desde 2017 representa al torreón ubicado en las calles Arturo Prat y Bío Bío, la cual funcionaba como una de las entradas al matadero.

## MetroArte

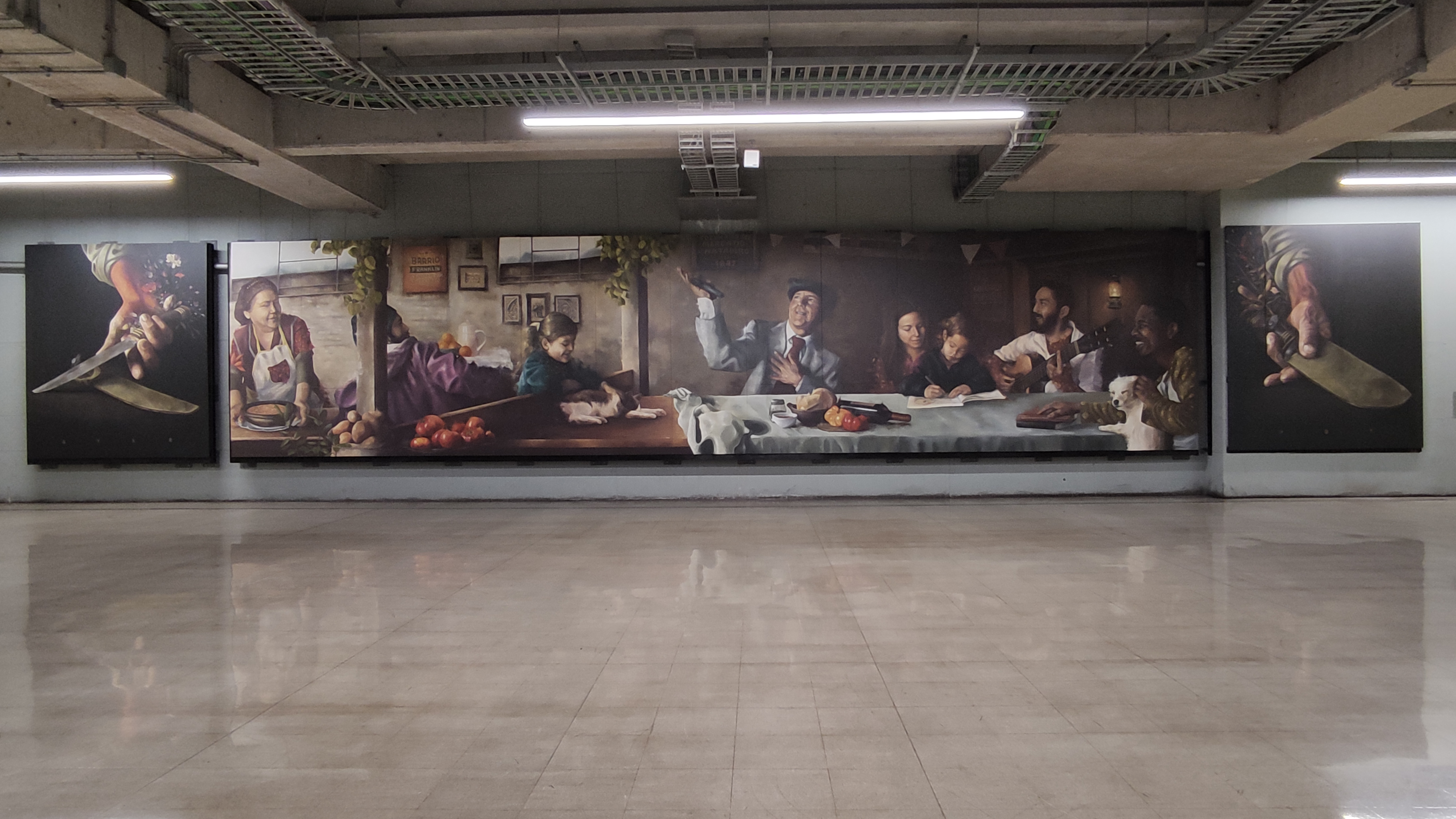
Relatos de un Matarife por Rodrigo Estay.

En el interior de la estación se encuentra la obra Relatos de un Matarife, creado por el artista Rodrigo Estay. El mural representa a varios personajes típicos del antiguo Barrio Franklin, tales como campesinos, matarifes, entre otros. La obra tiene una superficie total de 62 metros cuadrados y fue inaugurada el mismo día de la inauguración de la Línea 6 del Metro.
Junto con el mural, también se encuentra uno de los dioramas realizados por el artista Zerreitug. Esta obra, titulada Matadero Franklin, el cual escenifica uno de los mataderos presentes antiguamente en la zona. Tiene la particularidad de que Ruperto, uno de los personajes del diorama, describe el barrio y su historia, siendo un elemento que se puede acceder a través de un código QR presente en la obra.

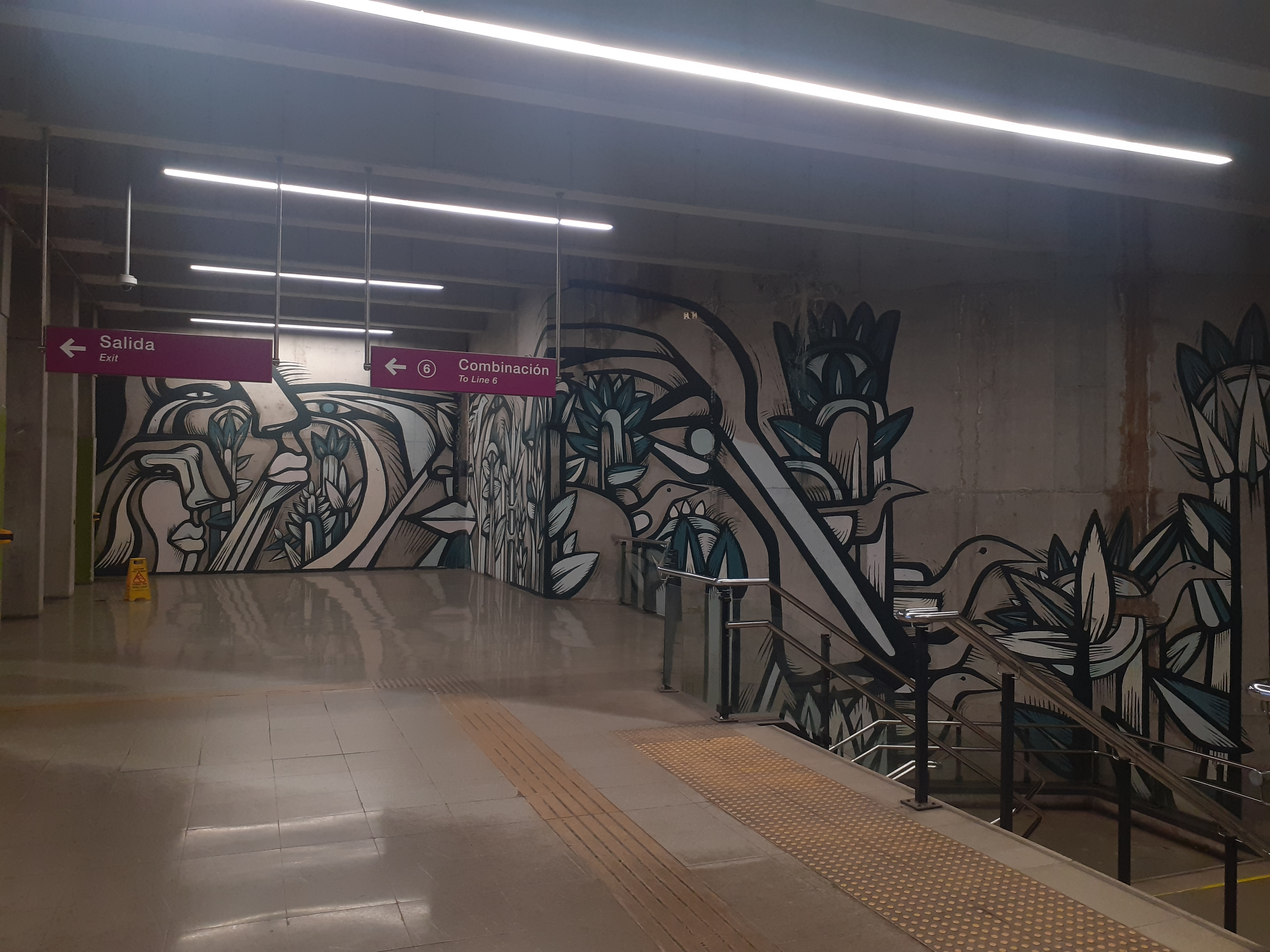
Vista de un fragmento de Paisajes comunes.

Existe otra obra de arte en la estación, desarrollada entre el 17 y 30 de octubre de 2019 en una de las escaleras de combinación entre las líneas 2 y 6. La obra, titulada Paisajes comunes, es del pintor Alejandro «Mono» González y en una superficie de hormigón de 200 m² y representa tres temáticas: el hombre y su relación con el espacio natural y el espacio urbano; la naturaleza representada en cactus; y la libertad y vida silvestre simbolizada a través de pájaros.

## Galería

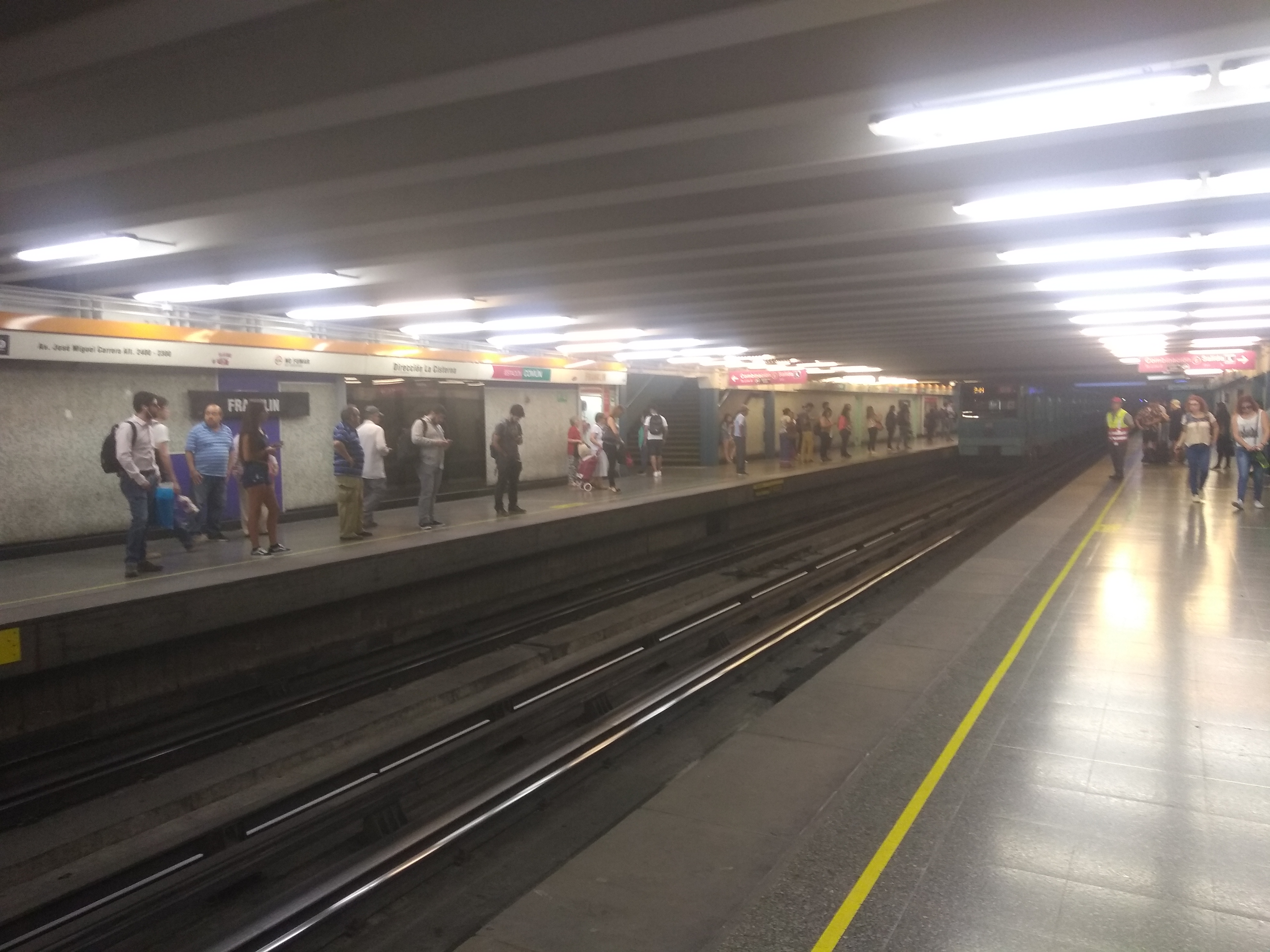
Andenes de la estación en la Línea 2.
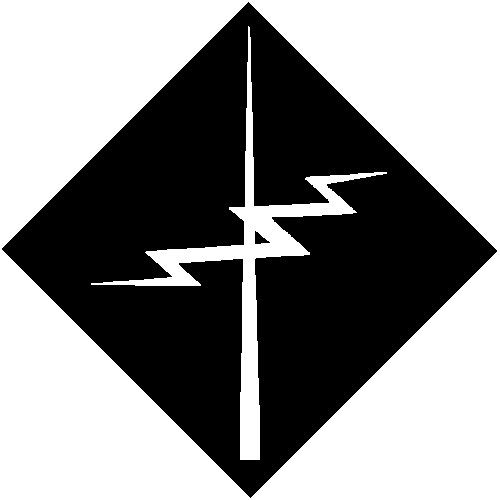
Antiguo símbolo identificatorio de la estación.
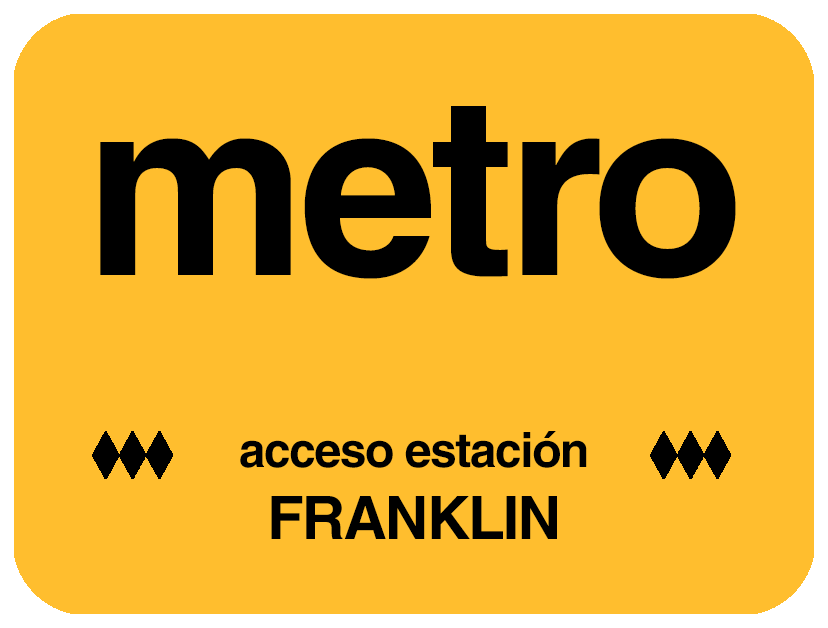
Letrero utilizado en los accesos a la estación hasta 1997.
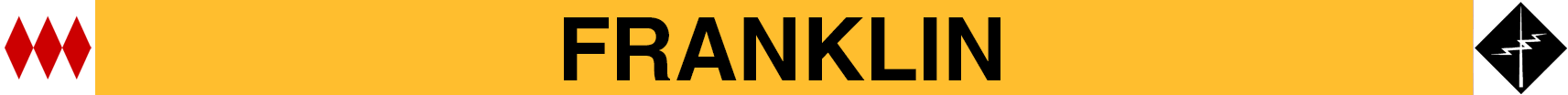
Cenefa antigua utilizada en los andenes.
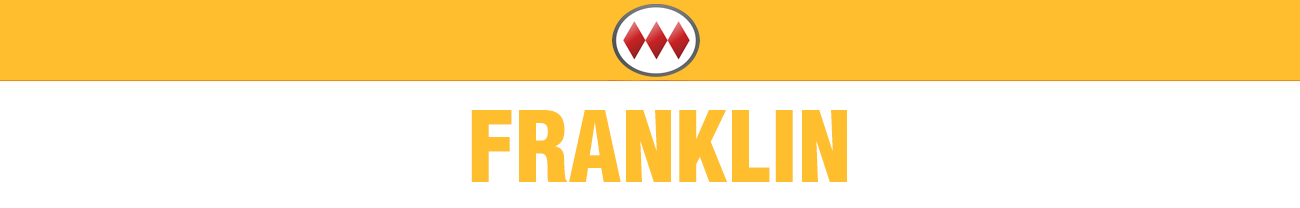
Cenefa utilizada actualmente en los andenes de Línea 2.
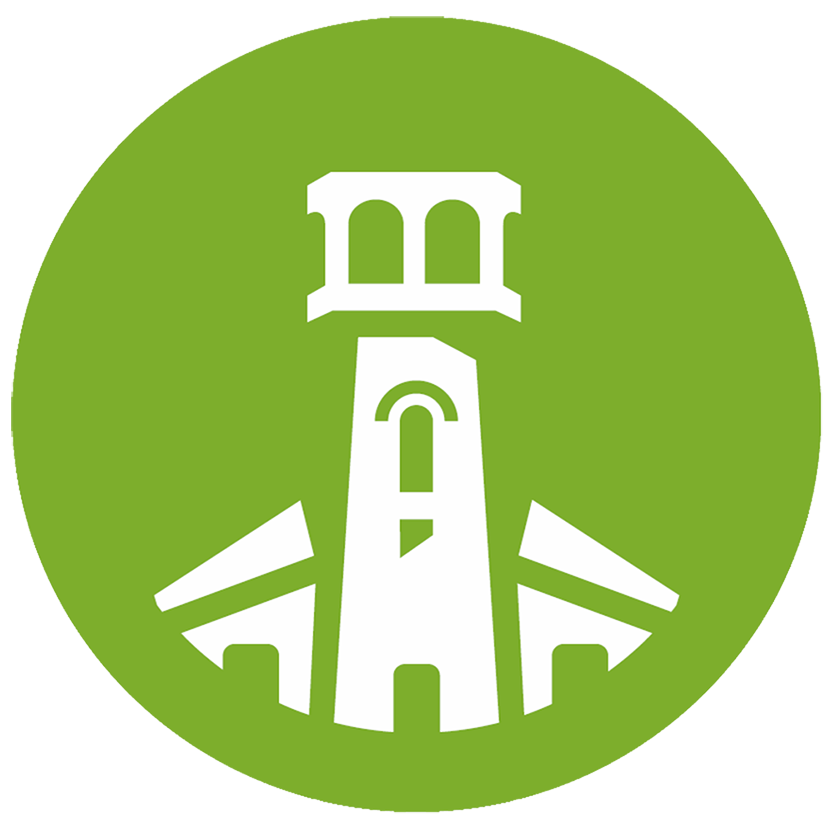
Pictograma que identifica a la estación desde 2017.
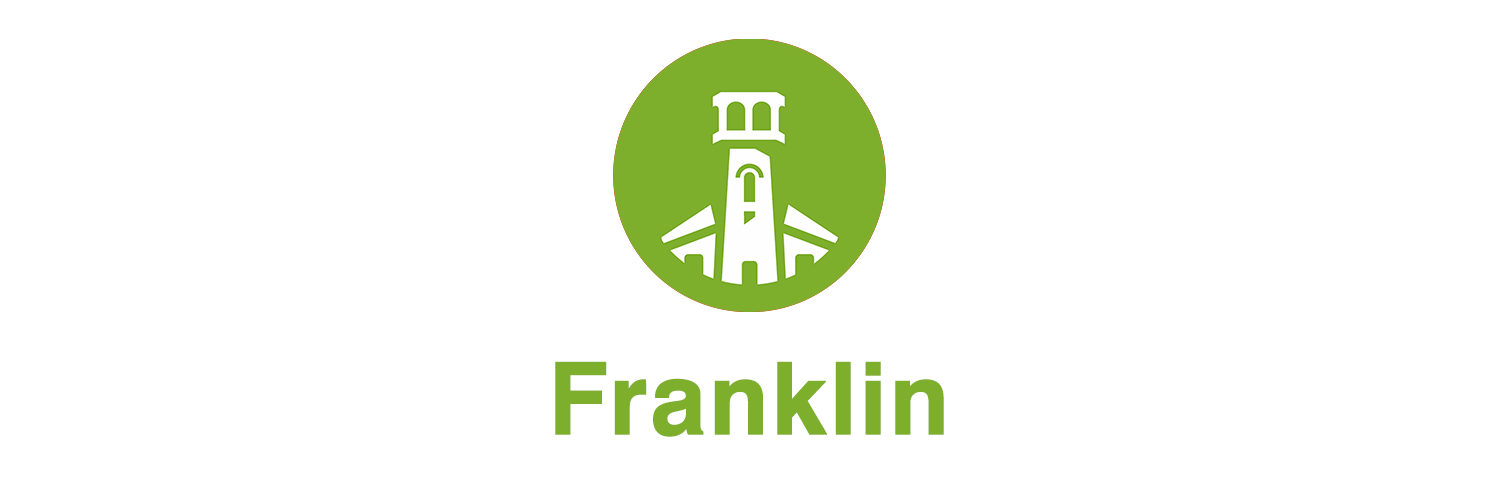
Cenefa utilizada actualmente en los andenes de Línea 6.
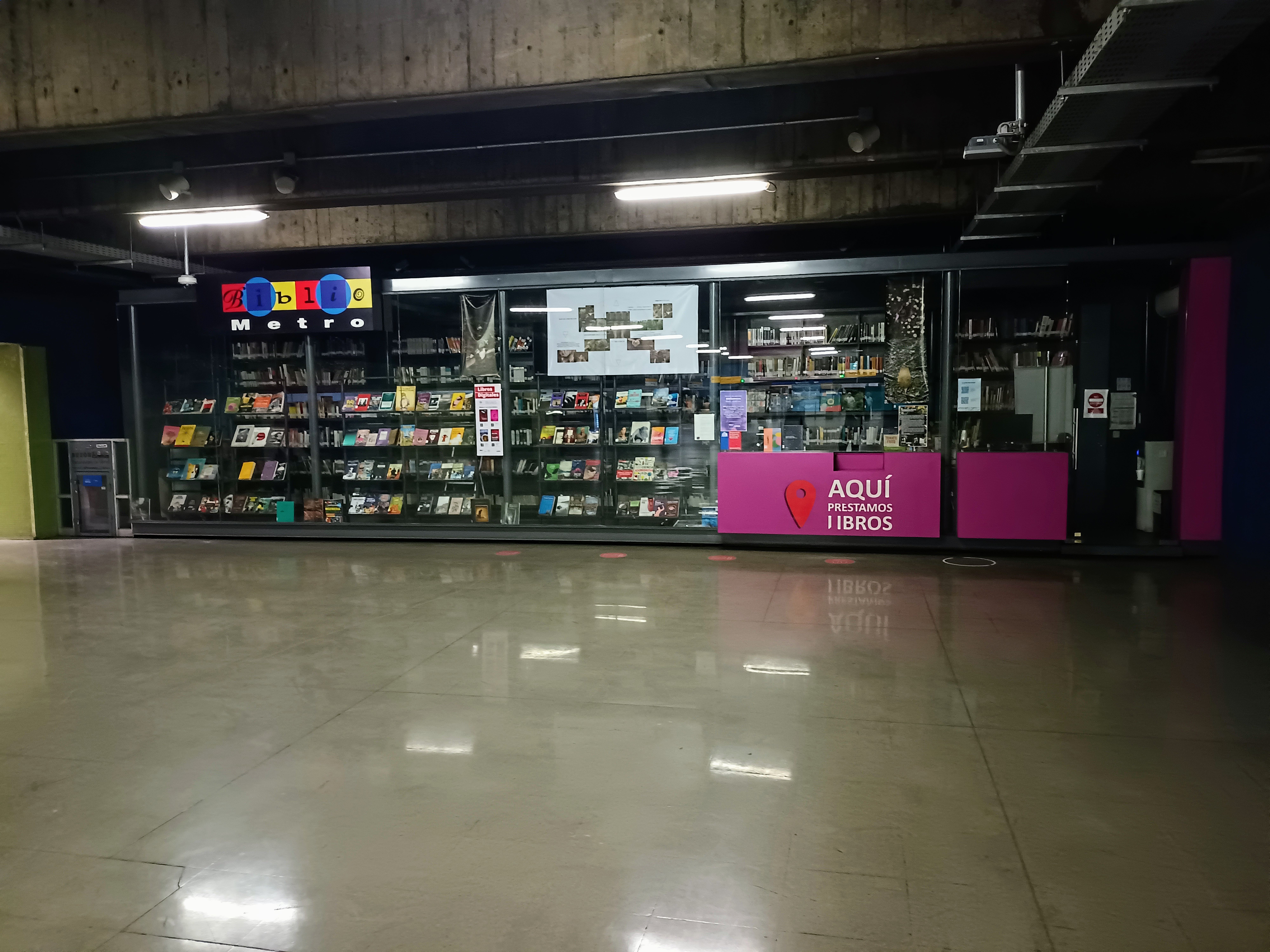
Módulo de Bibliometro dentro de la estación

## Conexión con Red Metropolitana de Movilidad
Independiente de la Estación Intermodal Franklin, la estación posee 4 paraderos de la Red Metropolitana de Movilidad en sus alrededores (sin la existencia de los paraderos 4 al 11), los cuales corresponden a:
| Paradero/ Código                   | Recorridos |
| ---------------------------------- | --- |
| Parada 1 / Metro Franklin (PA62)   | 201 (San Bernardo) - 214 (Santa Olga) - 223 (Lo Espejo) - 226 (Nonato Coo) - 229 (La Pintana) - 264n (Santo Tomás) - 271 (San Bernardo) - 301 (Angelmó) - H06 (Población Las Turbinas) - H12 (Lo Espejo) - H13 (Santa Olga) - H14 (Mall Florida Center)            |
| Parada 2 / Metro Franklin (PA63)   | 201 (Mall Plaza Norte) - 214 (Los Libertadores) - 223 (Santiago) - 226 (Centro) - 229 (Metro La Moneda) - 264n (Pedro Fontova) - 271 (Santiago) - 301 (Juan Antonio Ríos) - H06 (Av. Matta) - H12 (Metro Franklin) - H13 (Posta Central) - H14 (Fin del recorrido) |
| Parada 3 / Metro Franklin (PA830)  | D05* (Av. Tobalaba/ Fin del recorrido) - D07* (Diagonal Las Torres / Fin del recorrido) - E04* (Av. La Florida / Fin del recorrido) |
| Parada 12 / Metro Franklin (PH485) | H04 (La Victoria) |

* Sólo utiliza esta parada fuera del horario de operación de Metro